# Alexander Easterman
Alexander Levvey Easterman  (* 25. Dezember 1890 in Dundee, Schottland; † 26. August 1983 in Brighton) war ein britischer Jurist und Journalist.

## Leben und Tätigkeit
Nach dem Studium an der Glasgow University wurde Easterman als Jurist zugelassen. Anfang der 1920er Jahre wandte er sich dem Journalismus zu.
Von 1926 bis 1933 war er als Redakteur für den Daily Express tätig. 1933 schied er aufgrund von Meinungsverschiedenheit zwischen ihm und Max Aitken, 1. Baron Beaverbrook dem Besitzer des Express aus dieser Zeitung aus.
Stattdessen trat Easterman in die Redaktion des Daily Herald ein. Zum Zeitpunkt des Ausbruchs des Zweiten Weltkriegs im Jahr 1939 war er Leiter des Pariser Büros dieser Zeitung. Anlässlich der Besetzung Frankreichs durch die deutschen Armeen im Jahr 1940 floh er nach London.
Ende der 1930er Jahre war Easterman zusätzlich zu seiner journalistischen Arbeit zum politischen Sekretär (political secretary) des Jüdischen Weltkongresses (World Jewish Congress, WJC) ernannt. 1941 wurde ihm die Leitung der Abteilung für internationale Angelegenheiten des WJC übertragen. Außerdem war er Vizepräsident der Zionist Federation of Great Britain and Ireland.
1943 trug Easterman in seiner Position als politischer Direktor des Jüdischen Weltkongresses maßgeblich dazu bei, die alliierten Regierungen nach langwierigen Verhandlungen zu der öffentlichen Abgabe der Erklärung zu veranlassen, dass sie die massenweise Ermordung der europäischen Juden in den vom Deutschen Reich kontrollierten Gebieten des europäischen Kontinents verdammen würden und zugleich eine Bestrafung von – noch näher zu definierenden – "Kriegsverbrechern" in Aussicht zu stellen.
Nach dem Zweiten Weltkrieg nahm Easterman als Richter am Bergen-Belsen-Prozess in Lüneburg teil. Anschließend wurde er als Vertreter des jüdischen Weltkongresses zu den Nürnberger Prozessen geschickt.
1945 gehörte Eastman der Delegation des Jüdischen Weltkongresses bei der Gründungsversammlung der Vereinten Nationen in San Francisco an. Im selben Jahr nahm er an der Notkonferenz des Weltkongresses (war emergency conference) in Atlantic City und 1946 an der Pariser Friedenskonferenz teil.

## Schriften
- King Carol, Hitler and Mme. Lupescu, London 1942.

| Personendaten    | Personendaten                                    |
| ---------------- | ------------------------------------------------ |
| NAME             | Easterman, Alexander                             |
| ALTERNATIVNAMEN  | Easterman, Alexander Levvey (vollständiger Name) |
| KURZBESCHREIBUNG | britischer Jurist und Journalist                 |
| GEBURTSDATUM     | 25. Dezember 1890                                |
| GEBURTSORT       | Dundee, Schottland                               |
| STERBEDATUM      | 26. August 1983                                  |
| STERBEORT        | Brighton                                         |